# イギリスの銃規制
イギリスの銃規制（イギリスのじゅうきせい）は、銃の脅威からどのように公共の安全を保障することができるか、そしてどのように銃による死傷事件を防げるかという観点に主眼を置いた内容となっている。英国には米国の全米ライフル協会 (NRA) のような強力な圧力団体が存在しないため、銃規制賛成派と銃の所持賛成派による活発な議論もなく、英国の銃規制は日本と同じく世界でも厳しい部類である。なお銃器不法所持の罰則は、日本は1年以上10年以下の懲役だが英国は5年以上の懲役で罰金の上限なしと日本よりも厳しい。一方で、伝統的にキツネ狩りなどのスポーツハンティングや射撃競技が盛んであるため取得に関しては一定の配慮がなされている。
オーストラリアやニュージーランドなど英連邦諸国はイギリスの法制度を参考にしているため、銃規制に関しても類似点が多い。

## 免許と登録

### 免許と、許可される銃
低威力の空気銃を除き、英国内での全銃器の所有には火器免許（Firearm Certificate）か散弾銃免許（Shotgun Certificate）が必要となる。
英国においては、散弾銃とは内部にライフリングの刻まれていない24インチ以上の銃身を持つ銃である。また機構として回転式弾倉(ロータリーマガジン)を有する物は禁止されており、上下二連式のような弾倉を有さない銃や、チューブ型の着脱不可能な弾倉で装弾数2発以下の銃に限られている。以上のことから、チャンバー（薬室）に1発装填し、チューブ弾倉に2発装填することで最大3発まで弾を装填することができる。このような規制から散弾銃免許を取得するための手順は比較的寛容である。これは散弾銃を使う狩猟文化の保護の一環とされる。
これとは別の火器免許では銃器毎に正当な所持理由があることを警察に報告する義務があり、これらの銃器は免許に型式、口径、そしてシリアルナンバーが登録される。散弾銃免許も同じように口径、型式とシリアルナンバーが登録されるが、この銃器免許との違いは散弾銃は「自分で安全に運用できるのであれば」何丁でも所持できるという点である。銃器免許ではさらに一度に購入できる最大数の銃弾が示されており、銃弾の購入記録もある。

### 免許の取得方法
火器免許を取得するためには警察署で「銃を必要とする正当な理由」を説明する必要があり、それにより担当の警察官が「この応募者は銃を持っても公共に危害を加えないだろう」と認めなければならない。この点日本においても初心者講習会に応募する際、警察署の生活安全課等で担当の警察官に面接を受けるので非常によく似ているといえる。かつては護身目的での使用が許可されていたが、犯罪防止のため1946年の法改正で禁止された。
現在の銃器免許の手続きとしては、詳細な身分証明、応募者と少なくとも2年以上の付き合いがあり、応募者が銃の所持をしても問題ないことを証明できる2人の推薦人からの推薦（彼らもまた警察から綿密に取調べされる）、医師の診断書、銃の保管環境の調査、さらには銃器の調査官による綿密な面接が課せられる。さらに銃器の免許を担当する部署に代わって警察が身辺調査を行い、これら全ての項目をクリアした者にのみ火器免許が交付される。

### 銃の取り扱い
一部を除き刑事事件で有罪判決を受けた経験のある者は、火器免許の応募資格を永久に剥奪される。そして免許を受けた者は、所有する銃器について特段の注意を持って保管しなければならない。前述の通り保管環境は免許の交付前に警察官によって厳しく調査され、免許更新の際にもその都度それが守られているか、問題がないか調べられる。法による規制以外に地域の警察署でさらなる規制が課せられることもある。法令違反があった場合は免許と所持する銃器が全て没収される。許可なしに銃器を所持した場合は最低5年の懲役と上限無しの罰金刑を受けることになる。
さらに近年「凶悪犯罪低減のための法案」が審議されており、英国国会を通過した場合、銃の所持、販売、空気銃と模擬銃（エアソフトガンやモデルガン）の製造に更なる厳しい規制がかけられる可能性がでているが、狩猟文化を重んじる貴族からは反対意見も出されている。

### 銃以外の武器
イギリスにおける武器の所持の規制は非常に厳しく、空気銃は成人であれば競技用に限り無免許で使用が出来るものの、スタンガンや刃の付いていない隠し武器などの所持は禁止されており、店舗の強盗対策として催涙スプレーが許可される程度である。
近年、イギリスでは日本刀型の刀剣「サムライソード」による強盗事件が多く起こっている。インターネットで容易に入手できるサムライソードが強盗や殺人などの犯罪に利用されたことを受け、政府は2008年にサムライソードの所持・製造・輸入の禁止を発表した。なお、美術品として正規の鑑定を受けた日本刀（美術刀）は、禁止対象から外されている。
2003年6月、庶民院は、折り丸められた新聞紙を武器（ミルウォール・ブリック）とみなし、傍聴者が持ち込むことを禁じた。
イギリスでは「ツーストライクス」と呼ばれる規制があり、ナイフの携行で2度有罪が確定すると、自動的に6カ月以上の禁錮刑が科せられることになっている。しかし、薬品などは規制されていない。イギリスでは、酸による攻撃が2015年に261件だったのが、2016年には431件に急増しているが、これは犯罪者が法の抜け穴を利用して、規制が厳しいナイフや銃に代わり、携帯が緩い酸性物質を武器として使うようになったからという指摘がある。
2020年代からナイフを使った犯罪が増加しているが、特に「ゾンビ・ナイフ」と呼ばれるゾンビ映画にインスピレーションを得たデザインの刃物が多く使われており、おもちゃの剣を携帯しているだけで懲役と罰金が科されるほど取り締まりが強化されるようになった。

## 流通している銃
流通している銃は500万丁とかなりの数が出回っている。これは昔から狩猟用の散弾銃を取り扱う小規模な工房や銃器店が多数存在し、現代でも国内の貴族やコレクターを相手に製造販売を続けていることが要因の一つでもある。これらの銃は工芸品としての価値が高いため実際に使わなくなってもコレクションとして保管し、自身が受け継いだ城や館で一般公開している貴族も多い。
またイギリス国内での狩猟は免許制ではなく土地を所有する者が許可すること、広大な土地を所有する貴族が狩猟愛好家に土地を時間貸ししているなど、狩猟を始めるハードルが低いこともあげられる。
なお全家庭あたりの普及率は3％である。

## 銃に関する事件
厳しいイギリスの銃規制だが、人口比で日本の4倍程度の銃器事件が発生しており、殺人事件全体に銃器が占める割合も7.5%と日本の3.5%の倍以上である。また多数の死傷者を発生させる銃乱射事件も度々発生している。
最近では、1987年に一度に16人もの人間が死亡したハンガーフォード銃乱射事件が発生。1996年には、スコットランドのダンブレーン初等学校（日本の小学校に該当）で発砲事件があり、生徒16人と教師1人の計17人が死亡するダンブレーン銃乱射事件が発生した。
2010年には、カンブリア州でカンブリア州銃乱射事件が起き、 12人が死亡した
このような銃による事件が起きる度に規制は強化されている。